# مركبة هوائية سكونية

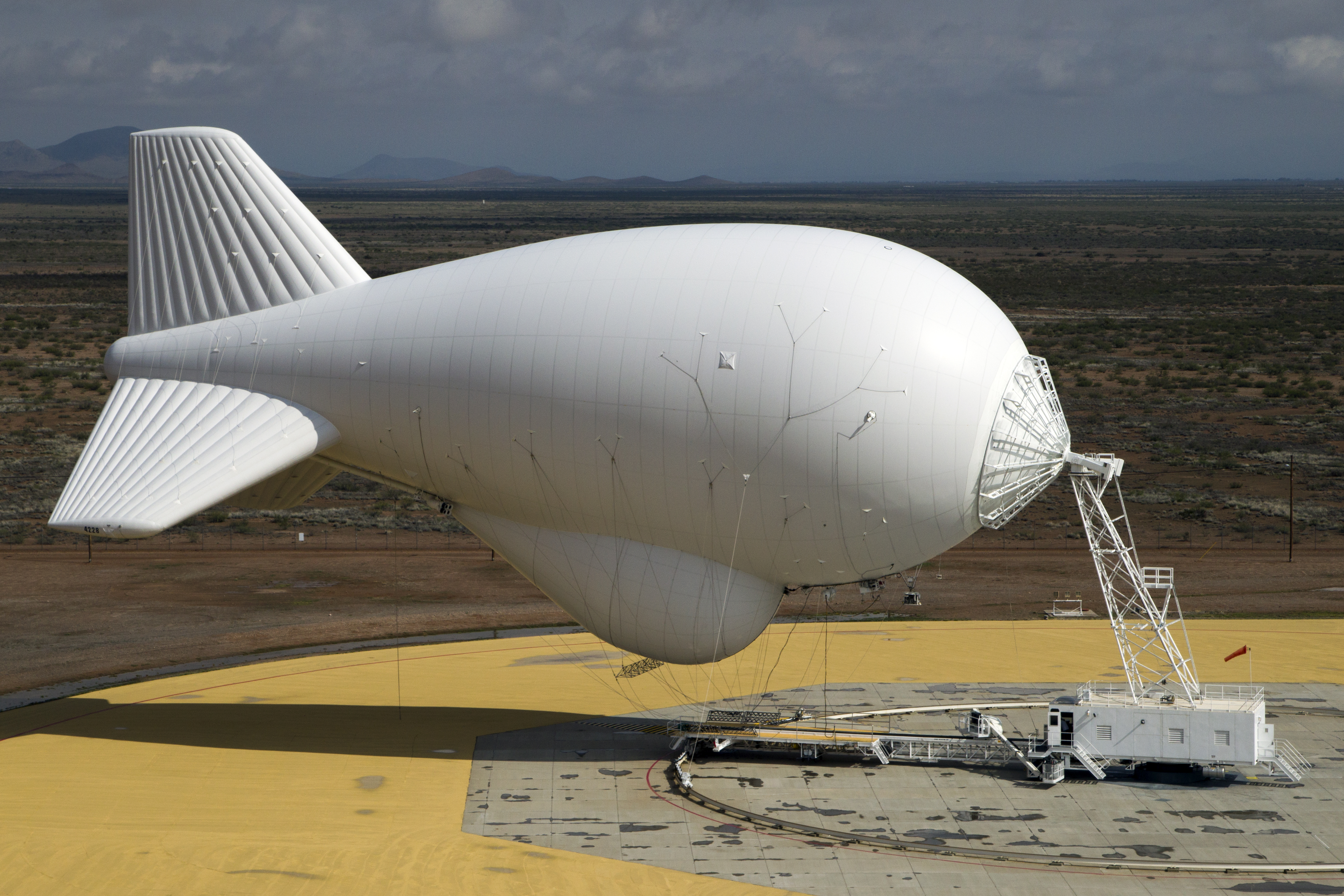
مركبة هوائية سكونية حديثة تستخدمه وزارة الأمن الداخلي الأمريكية، وهي نظام رادار المنطاد المربوط (TARS)

المركبة الهوائية السكونية أو مركبة الطفو الجوي (بالإنجليزية: Aerostat) هي مركبة جوية تعتمد على الطفو للحفاظ على الطيران. تشمل المركبات الهوائية السكونية المُنطادات غير المزودة بمحركات (حُرَّة الطيران أو مربوطة [الإنجليزية]) والسفن الهوائية المزودة بمحركات.
الكثافة النسبية للمركبة الهوائية السكونية ككل أقل من كثافة الهواء الجوي المحيط به. مكونها الرئيس هو كبسولة غاز واحدة أو أكثر مصنوعة من جلود [الإنجليزية] خفيفة الوزن، تحتوي على غاز رافع (هواء ساخن، أو أي غاز أقل كثافة من الهواء، عادةً الهيدروجين أو الهيليوم) يزيح كمية كبيرة من الهواء لتوليد ما يكفي من الطفو للتغلب على وزنه. يمكن بعد ذلك حمل الحمولة (الركاب والبضائع) على مكونات متصلة مثل السلة أو الجُندول أو المقصورة أو نقاط التعليق المختلفة. أما في السفن الهوائية، التي تحتاج إلى أن تكون قادرة على الطيران في مواجهة الرياح، فغالبًا ما تكون كبسولات غاز الرفع محمية بغلاف خارجي أكثر صلابة أو هيكل طائرة، مع وجود أكياس غاز أخرى مثل الحجيرات الهوائية [الإنجليزية] للمساعدة في تعديل الطفو.
سُميت المركبات الهوائية السكونية بهذا الاسم لأنها تستخدم قوة الطفو الهوائية التي لا تتطلب أي حركة أماميى عبر الكتلة الهوائية المحيطة، مما يؤدي إلى قدرة متأصلة على الطفو الهوائي والقيام بالإقلاع والهبوط العمودي.
وهذا يتناقض مع المركبات الهوائية الديناميكية الأثقل من الهواء التي تستخدم في المقام الرفع الديناميكي الهوائي في المقام الأول، والتي يجب أن يكون لها تدفق هواء ثابت فوق سطح هوائي (جناح) لتبقى في الجو. وقد استخدم المصطلح أيضًا بمعنى أضيق، للإشارة إلى المنطاد المربوط [الإنجليزية] ساكنًا على عكس السفينة الهوائية الذي يحلق بشكل حر. تستخدم هذه المقالة المصطلح بمعناه الأوسع.